# شون تسي
شون تسي (بالإنجليزية: Sean Tse) هو لاعب كرة قدم بريطاني في مركز قلب الدفاع، ولد في 3 مايو 1992 في سالفورد ‏ في المملكة المتحدة. لعب مع مانشستر سيتي ونادي جنوب الصين.

## وصلات خارجية
- شون تسي على موقع قاعدة بيانات كرة القدم.إي يو (الإنجليزية)
- شون تسي على موقع ناشيونال فوتبول تيمز (الإنجليزية)
- شون تسي على موقع Soccerway.com (الإنجليزية)